# USS President (1812)
De tweede USS President (1812) was een 12 kanonnen tellende sloep die strijd leverde op het Lake Champlain tegen de Britse vloot.

## Geschiedenis
Het schip, aangekocht door het Amerikaanse Oorlogsdepartement, werd vanaf 1812 door de Amerikaanse marine ingezet in de strijd tegen de Britten op Lake Champlain.
De Amerikaanse zeilsloep werd echter in 1814 ingenomen door de Britten en werd bij de Royal Navy ingedeeld als HSM Icicle.

## USS President(1812)
- Gebouwd: 1812 (snelle samenstelling van de Amerikaanse vloot)
- Voortstuwing: gezeild (Vermoedelijk twee masten en boegspriet)
- Bewapening: 12 kanonnen
- Vanaf 1814 gebruikt als HMS Icicle